# Joseph Ghanima
Joseph VII. Ghanima (auch Yousef VII. Ghanima), mit bürgerlichem Namen Joseph Ghanima (* 29. Januar 1881 in Mosul, Irak; † 8. Juli 1958) war von 1947 bis 1958 Patriarch von Babylon der Chaldäer.

## Leben
Joseph Ghanima empfing am 15. Mai 1904 die Priesterweihe für die Chaldäisch-Katholische Kirche. Am 28. Februar 1925 wurde er zum Weihbischof in Bagdad und gleichzeitig zum Titularbischof von Colybrassus ernannt. Die Bischofsweihe spendete ihm Joseph VI. Emmanuel II. Thomas, der Patriarch von Babylon der Chaldäer, am 10. Mai 1925; Mitkonsekratoren waren Hormisdas Etienne Djibri, Erzbischof von Kerkūk der Chaldäer, und Athanase Cyrille Georges Dallal, der syrisch-katholische Erzbischof von Bagdad. Am 29. April 1946 erfolgte die Ernennung zum Titularerzbischof von Martyropolis und am 17. September 1947 wurde er Patriarch von Babylon der Chaldäer.
Joseph Ghanima war über 54 Jahre Priester und davon insgesamt über 33 Jahre Bischof. Unter seiner Regentschaft wurde der Sitz des Patriarchen von Mosul nach Bagdad verlegt.